# Torrea candida
Torrea candida é uma espécie de anelídeo pertencente à família Alciopidae.
A autoridade científica da espécie é Delle Chiaje, tendo sido descrita no ano de 1841.
Trata-se de uma espécie presente no território português, incluindo a sua zona económica exclusiva.